# Felon (película)
Felon (Criminal en Argentina, Criminales en México y Criminal o Criminales en España) es una película estadounidense dramática de 2008 escrita y dirigida por Ric Roman Waugh. Es protagonizada por Stephen Dorff, Val Kilmer y Harold Perrineau. La historia se basa en hechos reales, que tuvieron lugar en la década de 1990 en la prisión del Estado de California, Corcoran.

## Argumento
Wade Porter (Stephen Dorff) es un hombre de familia y de negocios, a pocos meses de casarse con su novia Laura Porter (Marisol Nichols), madre de su hijo, Michael, tras seis años de relación. Una noche un ladrón entra en su casa. Wade le persigue en el jardín delantero y le golpea en la cabeza con un bate de béisbol, causándole la muerte. El fiscal de distrito simpatiza con el caso de Wade. Sin embargo, es obligado por la evidencia a rechazar su alegato de legítima defensa y condena de homicidio involuntario. El encarcelamiento posterior de Wade le obliga a ver un mundo diferente a cualquiera que había conocido antes. Al comienzo se enfrenta a los límites concurridos de la cárcel del condado y luego en la Unidad Especial de Seguridad (SHU). El SHU consiste en estar veintitrés horas al día en una caja de concreto con grilletes, escuchar cientos de órdenes y no recibir disparos de advertencia para molestar a los policías. La única libertad que queda para Wade es la cabeza y es el patio. Pero el patio, ya que pronto se entera, se ha convertido en una arena de gladiadores figurativa con los internos de la Unidad Especial de Seguridad como los gladiadores, obligados a luchar por los caprichos de los funcionarios penitenciarios, aquí la política de prisión y el Estado la violencia. Mientras lucha por sobrevivir en el interior, Wade descubre dos cosas: la humanidad de su compañero de celda, un famoso asesino múltiple, John Smith (Val Kilmer) y el sadismo creciente del comandante de la Unidad Especial de Seguridad el teniente Jackson (Harold Perrineau).

## Reparto
- Stephen Dorff - Wade Porter
- Marisol Nichols - Laura Porter
- Vincent Miller - Michael Porter
- Val Kilmer - John Smith
- Harold Perrineau - Teniente Jackson
- Greg Serano - Oficial Diaz
- Johnny Lewis - Snowman
- Nate Parker - Oficial Collins
- Nick Chinlund - Sargento Roberts
- Anne Archer - Maggie
- Sam Shepard - Gordon
- Chris Browning - Danny Sampson
- Jake Walker - Warden Harris

## Producción
Se establece y filma en Santa Fe, Nuevo México, en 24 días, desde el 9 de octubre hasta el 2 de noviembre de 2007.

## Recepción
La película recibió críticas mixtas de los críticos. El 26 de enero de 2009, la revisión de Rotten Tomatoes informó que el 62% de los críticos de cine dio comentarios positivos, sobre la base de 21 comentarios. Metacritic informó que la película tenía una puntuación media de 58 sobre 100, basado en 10 comentarios. Los comentarios indicaron buen promedio por encima. La película tuvo una proyección limitada en los Estados Unidos.